# 森森
森森（英文：Sylvia Lai Siu Pun，1951年6月23日—），原名黎小斌，是香港前粵語片以及電視演員，主持人。1960年代中期加入電影界，曾是粵語片當紅花旦之一。1970年代；粵語片演員因電影界衰落以後，森森投身電視圈，並加入無綫電視，為參與演出長壽綜藝節目《歡樂今宵》的早期臺柱。
目前，她是無綫電視女藝員之中多少數從曾轉投過檔亞洲電視的人。

## 入行經歷
出生於香港，祖籍廣東梅縣，香港資深歌壇及影視明星。1966年以一入行曾改藝名「森森」參加歌唱比賽獲得「香港歌后」榮譽，隨即加入無綫電視，成為TVB第一批簽約的藝人，也成為《歡樂今宵》的開國功臣之一。1973年，森森與胞妹斑斑組成森森斑斑合唱團，1984年離開無綫電視轉投亞洲電視。1992年再婚後移居到澳門，此後暫停娛樂圈的固定工作，但每年均獲邀請前往美國、加拿大、新加坡、馬來西亞等地登台演唱等。1967年在香港歌唱比賽中奪得「香港歌后」榮譽，于同年加入TVB「歡樂今宵」綜藝節目，隨即參演電影、電視等。1973年3月24日開始，每逢星期六晚上8時，森森在香港無綫電視翡翠台播放的「歌樂良宵」擔任主持，陳家蓀編導，節目裏與羅文、徐小鳳、貝蒂合唱。及後還主持「婦女新姿」節目。1985年轉加入亞洲電視主持節目「綜合85」、「綜合86」、遊戲節目「麻雀擂台」、「粵曲唱腔大賽」，並參與拍攝多部電視劇。1992年淡出香港電視圈並移居澳門，從此在結婚後淡出電視圈中息影了13年，直到2005年才再次在亞洲電視出演的處境喜劇「喜有此理」。

## 特別記事
- 1966年，跟妹妹斑斑加上4位男士組成「BumbleBees」業餘樂團，灌錄過宣傳香港交通安全唱片。
- 1966年，課餘參加「麗的映聲」第一屆藝訓班受訓，畢業生中較為人熟知的還有汪明荃、黃楚穎、蘇潔賢、鄒世孝、奚秀蘭。
- 1967年，以藝名「森森」在藍天酒樓夜總會首辦的全港公開女子歌唱比賽中脫穎而出獲得「香港歌后」榮銜。為何叫「森森」？因為妹妹斑斑從小已想入娛樂圈，那 時候流行以疊字作藝名，媽咪便以自己的姓氏（林），一早替妹妹改藝名「森森」作備用，但我突然要參賽，臨急臨忙，唯有先用這個名字。最妙的是，之後斑斑 （黎小雯）入行，一度反用姊姊（黎小斌）的真名諧音取名「彬彬」，後來覺得那三撇彷如三把刀，故再改名斑斑。
- 1967年秋，贏得「香港歌后」榮銜之後，被蔡和平賞識邀請加入香港TVB第一現場直播的綜藝節目「歡樂今宵」任主持，成為TVB第一批簽約的藝人。在「歡樂今宵」節目中常常要做現場廣告，而《香港電視》周刊的廣告是由森森負責，後來《香港電視》週刊升價至每本三毫子，森森在賣廣告的時候嬌俏地舉起三隻手指並說：「《香港電視》每本只賣三毫子啫」，讓觀眾留下深刻印象，因此有「三毫子小姐」美譽。
- 1971年，與鄭少秋在「歡樂今宵」趣劇「昌哥與阿英」中合演情侶及登台演出而傳出緋聞，1974年2月森森托肥姐沈殿霞給當時在新加坡工作的秋官，送去分手信。同年5月，秋官透過《明報週刊》公開了寫給森森的情書。以下截取情書部分內容——斌 （森森本名）：「我承認以前有過羅曼史，而你仍然純潔得好像一張白紙，正因為如此，我一直覺得對你有點虧欠，那對你太不公平了。認識你之後，我才體會到愛 情的真諦，每當我執著你的小手時，我總覺得我好像掌握了整個世界。還記得那次我們在喇沙梨道散步嗎？那天晚上，夜涼如水，月色皎潔，我們手牽著手，迎著微 風緩步徜徉，我還記得你對我說，你欣賞那種意境，我何嘗不然？」……「寫到這，我停下筆來，燃上一口香煙，煙霧從我口中噴出來，它卻帶不走我心底下的創 痛，想到明天在電視台會見到你，不禁又是竊喜，又是怔仲。可不是嗎？如果我們從此不再相見，也許隨著歲月的逝去，我對你會逐漸淡忘（我會嗎？）我寧願在夢 中會見你，夢中的你才是屬於我的。斌，夜已深了，我想也應該擱筆了。今晚我會夢見你的——你呢？」署名：鄭創世（鄭少秋本名）
- 1972年，森森作為李家的朋友，在李小龍生前曾得到李小龍指點截拳道
- 1972年，在香港首部華語音樂劇「白嬢嬢」中出演小青一角。節目在九龍的樂宮戲院上演，由1972年3月12日開始，演了60場，根據報章記載，全劇分12幕，主要以音樂及歌舞表達家傳戶曉的白蛇傳故事，由盧景文執導，潘迪華演白嬢嬢、台灣歌星鮑立演許仙、喬宏演法海。每天分晚上七點場及九點半場，票價分30元、20元、15元、10元及3元五種，門票于樂宮及香港中區及銅鑼灣通利琴行發售，左圖為當年的報紙廣告，其後1974年又再重演13場。
- 1972年至1975年，與斑斑及曾於灣畔的豪華樓夜總會以「藝壇雙寶」為名的櫻櫻及菁菁組成四人辣妹樂隊『森森玉女歌唱團』，除常在香港的金寶夜總會、夏瑤夜總會、金漢夜總會等獻唱外，並曾到暹羅曼谷漢年夜總會、星洲海皇夜總會、英國、荷蘭、美國、加拿大、南越西貢、印尼、澳門……等地登台演唱。
- 1976年，無線促成『四樂士』樂隊的組成，成員是森森、李振輝（國際武打巨星李小龍的弟弟）、斑斑、賈思樂。
- 1977年12月，在美國嫁下李振輝，新娘子為《明周》親撰「出嫁那一天」。
- 1980年，在香港生下兒子李嘉豪。
- 1983年，與李振輝先生離婚。
- 1992年7月26日，森森和斑斑也曾與羅石青有過一段情，但及後羅最後因病自殺。
- 1992年12月23日，與正式交往一年的王宗德先生（居於澳門的圈外商人）註冊結婚，一切儀式都在溫哥華一間酒店內進行。從此，森森便移居到澳門至今，婚後順從夫婿意思暫停娛樂圈的固定工作，但每年均獲邀請前往美加星馬等地登台演唱。撮合這段美好姻緣的正是好友李司棋。
- 1997年，TVB「歡樂今宵」（EYT）重開，森森除被邀請演出外，並為《香港電視》週刊作現場廣告。
- 1999年8月26日，於香港文化中心演出舞台劇「戀戀瓊瑤」。期間並往加拿大及美國等地登台演出。
- 2000年，被邀請往上海出席「省港澳婦女慶回歸」大型晚會任主持及歌唱演出。
- 2000年，簽約任「麗麗真髮公司」為期3年之廣告代言人。
- 2000年8月，前往美國加州 (L.A.) Crystal Park Hotel &Casino作演出。
- 2002年，農曆年初五至初七在香港伊利沙伯體育館參與演出「金曲滿天星演唱會」。並于同年重錄成名曲「一水隔天涯」。
- 2002年7月，應AM 1430台邀請，森森與斑斑及李嘉豪前往美國加州Harriet & Charles Luckman Fine Arts Complex, California StateUniversity, Los Angeles演出。
- 2002年，與斑斑同時並任「ZO3」美白護膚系列為期2年之廣告代言人。
- 2002年10月，森森前往加拿大多倫多 Mississauga Convention Center大型慈善晚會「鳳宴」演出。
- 2003年，與斑斑在農曆正月十五前往加拿大多倫多參與「麗晶公益濃情夜」演唱。
- 2003年9月27日，被邀請前往加拿大多倫多Mississauga Convention Center參與演出「秋月樂韻頌僑心」大型晚會。森森是第一位與密沙西加管弦樂團合作演出的華裔歌手。
- 2003年10月19日，森森與斑斑及李嘉豪再度任加拿大多倫多大型慈善晚會「鳳宴」演唱嘉賓。
- 2003年12月，與斑斑前往北京為ZO3左旋C護膚品出席國際美容展。
- 2004年2月，與斑斑前往東莞為代理ZO3左旋C護膚品之美容院剪綵。
- 2004年3月，與斑斑並任代言人之ZO3左旋C護膚品首次在澳門舉行大型晚會，各界人士均擁躍參加。
- 2004年4月，加拿大ZO3左旋C護膚品代理邀請森森與斑斑前往加拿大多倫多及溫哥華出席左旋C護膚品宣傳晚會及國際美容展。
- 2004年6月，與斑斑前往美國大西洋城TAJ MAHAL CASINO HOTEL演出。
- 2004年7月，與斑斑前往星加坡參加NKF兒童醫藥基金「全情真愛滿童心」演唱，籌得善款共538萬。
- 2004年8月22日，在香港文化中心參與「箏胡弦情金曲夜」演出。
- 2005年，參與演出澳門各界青年協會主辦之電視電影「好時代」。
- 2005年1月12日，在澳門觀光塔首影，前澳門特首何厚鏵先生亦到場欣賞。
- 2005年，再度前往大西洋城特朗普集團的TAJ MAHAL CASINO HOTEL演出。
- 2006年，出席香港東區農曆年大型亮燈儀式並任表演嘉賓。
- 2006年12月14日到17日，在香港理工大學賽馬會綜藝館舉行四場「森森·斑斑情繫香港演唱會」。
- 2010年2月15日，在芝加哥馬蹄鐵賭場（Horseshoe Hammond）舉行「夏雨·森森·斑斑賀新春嘉年華演唱會」。
- 2010年9月21日到22日，在香港屯門大會堂舉行「森森·斑斑中秋響屯門演唱會」。
- 2011年1月30日，應金石娛樂製作公司邀請前往賓夕凡尼亞州金山娛樂大賭場之劇院獻唱兩場（1月30日凌晨12:30及下午2時）。
- 曾連續三屆獲得由香港華僑日報主辦之「十大歌星金駱駝獎」、星報主辨之「一流歌星獎」、TVB主辦之「最佳電視歌星獎」及「最受歡迎歌星獎」、天天日報主辦之「金像歌星獎」等。
- 2012年5月，接受亞洲電視節目《亞視百人》訪問。
- 2017年11月，在《我愛EYT》擔任演唱嘉賓。
- 2019年，接受明週訪問指膝下已有六名孫兒，有空就去登台，安享晚年。[5]

## 演出作品

### 電視劇
| 年份     | 劇名                           | 角色                               | 所屬公司 |
| -------- | ------------------------------ | ---------------------------------- | -------- |
| 1971年   | 冷暖親情                       |                                    | TVB      |
| 1974年   | 民間傳奇之焚香記               | 焦桂英                             | TVB      |
| 1974年   | 民間傳奇之錢秀才錯占鳳凰儔     |                                    | TVB      |
| 1976年   | 民間傳奇之陌路緣               |                                    | TVB      |
| 1976年   | 人間世外（單元劇）             |                                    | TVB      |
| 1979年   | 楚留香                         | 琵琶公主                           | TVB      |
| 1980年   | 輪流傳                         | 王穎兒                             | TVB      |
| 1980年   | 衝擊                           | 曾素怡                             | TVB      |
| 1983年   | 神鵰俠侶                       | 陸二娘（陸立鼎的娘子、陸無雙母親） | TVB      |
| 1983年   | 新編烏盆記                     |                                    | 中視     |
| 1984年   | 書劍江山                       | 霍青桐                             | 台視     |
| 1984年   | 兩代情仇                       |                                    | ATV      |
| 1985年   | 天涯明月刀                     | 明月心、翠濃                       | ATV      |
| 1986年   | 秦始皇                         | 季姒皇后                           | ATV      |
| 1986年   | 柔情點三八                     | 馬盈盈                             | ATV      |
| 1987年   | 怒火青春                       | 張素蘭                             | ATV      |
| 1988年   | 丈夫離家出走了                 |                                    | ATV      |
| 1989年   | 生娘不及養娘大                 | 葉瑞英                             | ATV      |
| 1989年   | 兜亂兩仔爺                     | 李倩雯                             | ATV      |
| 1990年   | 滿清十三皇朝之血染紫禁城       | 慈安                               | ATV      |
| 1990年   | 妙手神偷                       | 封雅琴                             | ATV      |
| 1991年   | 觸電情緣                       | 尹西施                             | ATV      |
| 1991年   | 賽金花                         | 洪夫人                             | 台視     |
| 1992年   | 女人心（單元劇）               |                                    | ATV      |
| 1992年   | 滿清十三皇朝之皇城爭霸         | 慈安                               | ATV      |
| 2005年   | 澳門故事之好時代（澳門回歸劇） | Anna                               | TDM      |
| 2006年   | 喜有此理                       | 廖小蝶                             | ATV      |
| 2006年   | 喜有此理之大班群星賀中秋       | 廖小蝶                             | ATV      |
| 年份不詳 | 冰點                           |                                    | TVB      |

### 電影
| 年份   | 戲名               | 角色    |
| ------ | ------------------ | ------- |
| 1968年 | 大家歡樂在今宵     | 王鶯    |
| 1969年 | 冷暖青春           | 海倫    |
| 1969年 | 聰明太太笨丈夫     | Gigi    |
| 1969年 | 歡樂歌聲滿華堂     |         |
| 1969年 | 媽媽我要嫁         | 林秀珠  |
| 1969年 | 七彩姑娘十八一朵   |         |
| 1969年 | 相思甜如蜜         | 唐小冰  |
| 1971年 | 我為你癡迷         |         |
| 1971年 | 歌迷小姐           | 森森    |
| 1972年 | 火戀               | 郭依蘭  |
| 1974年 | 香港73             | 咪咪    |
| 1974年 | 太平山下           | 周森    |
| 1974年 | 多咀街             | 森女    |
| 1974年 | 啼笑夫妻           | 李太    |
| 1974年 | 天天報喜           |         |
| 1974年 | 至尊寶             |         |
| 1975年 | 老夫子             | 周小娟  |
| 1975年 | 驅魔女             | 小翠    |
| 1975年 | 香港超人大破摧花黨 | 曼娜    |
| 1975年 | 無奇不有           | Mary    |
| 1976年 | 七情六欲           |         |
| 1983年 | 三大名捕會京師     |         |
| 2000年 | 孤男寡女           | Roger母 |
| 2002年 | 幽靈人間II鬼味人間 | 清母    |
| 2004年 | 甜絲絲             | 羅媽    |
| 2005年 | 擁抱每一刻花火     |         |

### 舞台劇
| 年份        | 劇目         | 角色   | 演出場地     |
| ----------- | ------------ | ------ | ------------ |
| 1972年      | 白嬢嬢       | 小青   | 九龍樂宮戲院 |
| 1973年      | 七十二家房客 | 阿香   | 利舞台       |
| 1973-1974年 | 人間地獄     |        |              |
| 1999年      | 戀戀瓊瑤     | 劉夢瑤 | 香港文化中心 |

### 綜藝節目
- 「怪談」
- 「綜合85」
- 「綜合86」
- 「今日VIP」
- 「歡樂今宵」
- 「歌樂良宵」
- 「旅遊特輯」
- 「婦女新姿」
- 「每週一謝」
- 「勁歌金曲」
- 「麻雀擂台」
- 「歡樂假期」
- 「行行任篤笑」
- 「四樂士特輯」
- 「星星同學會」
- 「生活加油站」
- 「粵曲唱腔大賽」
- 「未來偶像爭霸戰」
- 「慈善星輝仁濟夜」
- 「博愛歡樂傳萬家」
- 「群星拱照顧家輝」
- 「非常勁秋荃情夜」
- 「羊城賀歲萬家歡」
- 「金曲迴響當年情」
- 「媽媽真的愛您2001」
- 「歡樂今宵團圓之夜」
- 「馬來西亞群星大匯演」
- 「萬千星輝賀台慶1993」
- 「洛杉磯華埠小姐選拔賽決賽」
- 「一筆OUT消 之前EYT台柱版」
- 「萬人追思·最後致敬：我們的肥姐」
- 「紅星追聲名歌SING 之 小調金曲話當年」
- 「紅星追聲名歌SING 之 電影金曲情濃夜」
- 「紅星追聲名歌SING之 名曲歡聚樂今宵」
- 2017年：《我愛EYT》

## 演唱會
- 1998年「潘迪華情牽真我演唱會」
- 2002年「金曲滿天星演唱會」
- 2004年「箏胡弦情金曲夜」
- 2005年「龍駒金曲同歡樂今宵」
- 2006年「森森·斑斑情系香港演唱會」
- 2009年「森森·斑斑處女星號演唱會」
- 2010年「森森·斑斑雙子星號演唱會」
- 2010年「森森·斑斑中秋響屯門演唱會」
- 2011年「胡楓萬千寵愛響屯門演唱會」

## 黑膠唱片

### 個人唱片
- 1968 天使 TAE-178 教我如何不生氣（國語）

●教我如可不生氣　●不如快回來 (源自西曲'black is black')　●愛情亂糟糟　●我有個好家庭　
- 1969 天使 S3AEX334 輕氣球（國語）

●輕氣球　●萬花筒　●我怎麼能夠忘記你　●想起了那天　●八個娃娃　●女兒圈　●祝你晚安　●奇妙的鐘聲　●微笑的玫瑰　●馬蘭姑娘　●歡獸喜喜　●忽然見了你
- 1970 天使 TAE-196 愛你像太陽（國語）

●愛你像太陽　●迷魂鏡　●畫一個愛人　●有個女孩等著他　
- 1971 EMI LRHX849 一寸相思一寸淚（國語）

●一寸相思一寸淚　●愛的世界　●我情願你惱恨我　●怎能去匆匆　●迷離的黃昏　●莫奔跑　●每一分鐘都想你　●你的名字就是愛　●夜夜來到我夢裏　●有人對我說　●鏡中的天使　●媽媽送我一個吉他
- 1971 EMI SLRHX864 午夜結他（國語）

●午夜結他　●只要為活一天　●我在雲那裏　●愛你像太陽　●媽咪爹地　●人兒不能留　●梨山癡情花　●三朵花　●愛的開始　●長髮姑娘　●有個女孩等著他　●往事只能回味
- 1971 天使7EPA-205 長髮姑娘（國語）

●媽咪爹哋　●叮呤呤　●長髮姑娘　●雞尾酒
- 1972 EMI SLRHX892 只有你會給我快樂（國語）

●只有你會給我快樂　●愛的秘密　●因為愛你才恨你　●不敢告訴你　●寂寞的小花　●愛情像太陽　●新郎和新娘　●濛濛細雨憶當年　●山南山北走一回　●媽媽回來吧　●我心愛的小馬車　●難忘的一夜
- 1972 EMI SLRHX879 森森之歌（國語）

●我沒有騙你　●陪我去買菜　●夢醒不了情　●情人再見　●相思悠悠　●談情到梨山　●難忘初戀的情人　●梅蘭梅蘭我愛你　●人兒忘了歸　●愛你一萬倍　●我找到自己　●酒醒夢已殘
- 1974 麗歌 SLRHX1002 新禪院鐘聲

●新禪院鐘聲　●雙雙對對　●新傷心淚　●自從那日相識你　●冷暖情天　●千言萬語　●殘花淚　●悲秋風　●夜香港　●絲絲淚　●不敢再領教　●失去愛情的人　●等候　●最心愛是你

### 合唱、雜錦
- EMI CHK-1050 Chitty Chitty Bang Bang

●Chitty Chitty Bang Bang　●Doll On A Music Box　●Truly Scrumptious
- 1968 百代 EPH3041 大家歡樂在今宵

●歌似春鶯人似燕＞電影《大家歡樂在今宵》插曲　●三劍俠耀武揚威／鄭君綿、杜平、沈殿霞　●威風獨行俠／鄭君綿　●戒賭歌／沈殿霞、陳齊頌　●大家歡樂在今宵＞電影《大家歡樂在今宵》主題曲
1969 百代 7EPA-215 恭喜發財（國語）
●拜年歌╱崔萍 冼華曲 方忭詞  ●迎春接福╱陳齊頌 顧嘉輝曲 狄薏詞  ●恭喜你╱蓓蕾 黃霑曲詞  ●迎新春╱合唱：彬彬(斑斑)
- 1969 百代 EPH3043 心心相印（粵語）

●我為你心癡／合唱：杜平　●心心相印／合唱：杜平　●一水隔天涯／合唱：杜平　●等靚女／合唱：杜平
- 1969 百代EPH-3060 冷暖晴天（粵語）

●烏龍馬評家／合唱：杜平　●失去愛情的人／杜平　●傍友，賢妻／合唱：杜平　●冷暖情天／杜平
- 1969 百代 EPH3048 歡樂歌聲滿華堂

●少女心聲＞電影《歡樂歌聲滿華堂》插曲　●愛情的溫暖／合唱：陳齊頌＞電影《歡樂歌聲滿華堂》插曲　●英雄姊妹／陳齊頌、江琪　●歡樂滿華堂／陳齊頌、俞明、唐納
- 1969 百代 EPH3049 歡樂歌聲滿華堂

●瘋狂三俠／江琪、俞明、唐納　●中馬票／合唱：江琪、周聰、俞明、唐納、陳齊頌　●莫欺少年窮／周聰、俞明　●春天裏／唐納／國語
- 1969 百代 EPH3059 七彩姑娘十八一朵花

●女子當自強／合唱：陳寶珠＞電影《七彩姑娘十八一朵花》插曲　●心與心連／陳寶珠　●共甘苦／合唱：陳寶珠＞電影《七彩姑娘十八一朵花》插曲　●寂寞的青年／合唱：陳寶珠＞電影《七彩姑娘十八一朵花》插曲
- 1970 百代 EPH3066 相思甜如蜜

●為了你＞電影《相思甜如蜜》插曲　●情意相投／陳寶珠　●負心的人＞電影《相思甜如蜜》插曲　●難得人生／陳寶珠／國語
- 1970 麗歌 LRHK838 群星會

●我們同歌唱／陳寶珠　●四季戀歌／陳齊頌、薛家燕　●初戀／蕭芳芳　●好女兒／薛家燕　●一水隔天涯／森森　●難忘別離吻／王愛明　●情滋味／王愛明　●情花開／陳齊頌　●烏龍馬評家／杜平、森森　●傷逝／陳寶珠　●送君去後／薛家燕　●說謊的牧童／蕭芳芳
- 1971 百代 EPH3054 媽媽要我嫁

●少女的青春／蕭芳芳　●甜甜蜜蜜／薛家燕　●愛情像一窩蜂／合唱：斑斑＞電影《媽媽要我嫁》插曲　●世界舞王／鄭君綿、薛家燕　●月球情侶／蕭芳芳　●姐姐的秘密／薛家燕
- 1974 風行 LFLP540／FHLP540 太平山下的故事／電影原聲帶

●老爺請女工／尤芷韻、梁醒波　●性也食色／梁醒波　●色中餓鬼／尤芷韻、梁醒波　●今時唔同往日／李香琴、梁醒波＞電影《太平山下的故事》插曲　●花旦英自歎／梁天　●花旦英收徒弟／李香琴、梁天＞電影《太平山下的故事》插曲　●花旦英鬥貓王／梁天、鄭君綿　●經濟白粥鋪／李燕萍、鄭君綿　●毒鬥毒／森森、羅蘭＞電影《太平山下的故事》插曲　●哎通街／李燕萍、森森、鄭君綿、羅蘭＞電影《太平山下的故事》插曲
- 1974 EMI SLRHX900 春雨傘－森森玉女團南遊專輯（國語）

●春雨傘　●我比花兒好年華　●不敢回家　●人生能有幾回春　●傷心的回憶　●純潔的花朵　●紫色的夢　●四季如春　●祇要你說一句　●一水隔天涯　●多少相思無從寄
- 1974 EMI SLRHX1005 森森玉女團南遊專輯 2（國語）

●我把相思帶給你　●那裏去買愛　●你的眼睛像流螢　●悲戀　●回憶最甜蜜　●我們要歌唱　●美的旋律　●嘿！朋友　●明天的風明天吹　●永遠不分離　●雞尾歌
- 1974 麗歌 SLRHX1009 聖誕快樂

●平安夜／合唱：斑斑、菁菁、櫻樓　●天使報信／陳懿德　●馬槽歌／王愛明　●齊來崇拜／黎愛蓮　●夜半歌聲／甄秀儀　●真神賜平安／鍾玲玲／國語　●小伯利恒　●小時候在大衛城中／廖小璿　●普世歡騰／芳婷　●聖誕佳音／陳浩德
- 1974 麗歌 SLRHX1010 雙星情歌

●雙星情歌／甄秀儀　●鬼馬雙星／甄秀儀　●深閨夢裏人／廖小璿　●花間蝶／廖小璿　●一水隔天涯／森森　●新禪院鐘聲／森森　●秋風吹謝了春紅／陳浩德　●勁草嬌花／陳浩德　●翩子自歎／櫻花　●相逢眼晚／櫻花　●情人在遠方／王愛明　●情滋味／王愛明
- 1975 麗歌 SLRHX1021 四朵金花

●四朵金花／合唱：黃愛明、汪明荃、張德蘭、沈殿霞　●四朵金花／音樂　●分飛燕／陳浩德　●花間蝶／廖小璿　●夜送別／廖小璿　●癡情淚／廖小璿　●新荷花香／甄秀儀　●花朝月夕／甄秀儀　●最心愛是你／森森　●夜香港／森森　●悲秋風／森森　●月是故鄉明／陳浩德
- 1975 麗歌 SLRHX1022 恭喜發財

●恭喜發財／斑斑、森森、菁菁、櫻櫻　●羅利是／陳浩德、森森　●春回大地／廖小璿　●花開富貴／陳浩德　●今年十八歲／王愛明　●賀喜／甄秀儀　●橫財就手／陳浩德　●新春報喜／廖小璿　●新年小唱／森森　●大家恭喜／斑斑、森森、菁菁、櫻櫻　●新春四願／森森　●一加一／陳浩德、廖小璿
- 1977 基奧 10322 神鳳

●神鳳／森森、斑斑＞無線電視劇《神鳳》主題曲　●花間蝶／劉鳳屏　●怨蒼天／甄妮　●哥你會不會／劉鳳屏　●雙星情哥／劉鳳屏
- 1977 大聯 GUO1036 神鳳

●神鳳／森森、斑斑＞無線電視劇《神鳳》主題曲　●輕風送殘夢／森森、斑斑　●偉大的媽媽／森森、斑斑　●新天地／森森、斑斑　●青春舞曲／森森、斑斑　●癡情燕子／森森、斑斑　●泵泵蘇之戀／森森、斑斑　●情深緣淺／森森、斑斑　●待嫁小姑娘／森森　●王昭君／森森、斑斑　●夜空／斑斑　●你能知道心意／森森、斑斑　●我的秘密／森森、斑斑
- 1978 EMI LRHX1036 昔日金輝

●世界真細小／張德蘭、王愛明、沈殿霞、汪明荃＞曲取自"It's A Small World" 　●歡笑樂園開心地／張德蘭、王愛明、沈殿霞、汪明荃　●無繩又無扣／張德蘭　●一切太美妙／甄秀儀　●勁草嬌花／陳浩德　●情花開／陳齊頌　●花間蝶／廖小璿　●恨悠悠／甄秀儀　●分飛燕（囑咐話兒莫厭煩）／陳浩德、甄秀儀　●香港靚女多／甄秀儀、櫻花　●一水隔天涯／森森　●癡情淚／廖小璿　●賭仔自歎／櫻花　●雙星情歌／甄秀儀　●情懷似火／廖小璿　●哥你會不會／甄秀儀
- 1979 新興 SHLP7909 星星月亮冇太陽

●星星月亮冇太陽／森森、斑斑＞香港電台節目《星星月亮冇太陽》主題曲　●聽歌好處多／森森、斑斑　●夢裏花園／森森　●高峰我願到／森森、斑斑、李振輝　●美夢送給你／森森　●你是我的一切／斑斑　●美妙的時光／森森、斑斑　●心中滿浪濤／森森　●今天特別好／森森　●緣份是註定／李振輝、森森　●知足常樂／斑斑　●霧裏看遠山／斑斑
- 1986 麗風 1001 亞洲電視劇集主題曲大全86

●人在天涯／趙山　●白髮魔女傳／斑斑　●只因是你／劉志榮　●誰能更改／森森＞亞洲電視劇《柔情點三八》插曲　●天機／韋烈　●情結解不散／劉鳳屏　●洗紗／劉鳳屏　●真面目／劉志榮　●我最有朝氣／森森＞亞洲電視劇《柔情點三八》插曲　●捐出心裏每一寸／韋烈　●白髮魔女傳插曲／斑斑
- 1986 麗風 LFLP1169 偷歡喜

●偷歡喜　●償還給你　●天涯明月刀　●只會呆望我　●消失的故事　●邂逅　●茫茫天涯路　●越女劍插曲　●你將全部佔有　●今宵求一醉　●獨坐　●越女劍／斑斑

## 外部連結
- 姊姊妹妹唱起來~森森斑斑
- 森森&斑斑facebook專頁 （页面存档备份，存于）
- 森森在香港影庫上的簡介